# María Paz Robina
María Paz Robina Rosat (Valladolid, 1964) es una directiva española, directora general de Michelin España Portugal y presidenta de su consejo de administración.

## Biografía
Hija de maestros, se graduó en Ciencias Químicas por la Universidad de Valladolid.

### Trayectoria profesional
Su trayectoria profesional ha transcurrido dentro de la empresa francesa de fabricación de neumáticos Michelin. Fue la primera mujer en todos los puestos técnicos que fue ocupando a lo largo de su vida laboral, desde que entró en la compañía.
En el año 1988, con 23 años, se incorporó a la Sociedad Michelin en la fábrica de Vitoria, donde estuvo ocupando diferentes puestos de responsabilidad en el área de calidad y fabricación.
En 1993 se trasladó a la fábrica de Aranda de Duero (Burgos), donde estuvo hasta el año 2004, asumiendo varias responsabilidades, su último puesto fue el de responsable de garantía y calidad de la fabricación de neumáticos de camión.
En el año 2004 se trasladó a las oficinas de Valladolid para asumir el cargo de responsabilidad de la gestión y administración de personal para Michelin España y Portugal.
En junio de 2009, volvió a Aranda de Duero (Burgos), para ocuparse del cargo de la dirección de la fábrica de neumáticos, lo que la convirtió en la primera mujer en ocupar un puesto de dirección de fábrica en Michelin España.
En el año 2016 se trasladó a Vitoria para dirigir el centro industrial de Michelin en Álava, tanto el de Vitoria como el  Centro Logístico de Araya. En Álava se encuentra uno de los mayores centros del grupo a nivel mundial.
En 2019 asumió el cargo de directora general de Michelin España Portugal, y asimismo asumió la presidencia del Consejo de la administración de la sociedad. También es presidenta de la Fundación Michelin España Portugal.
En 2024, Cluster FaCyL la designado  como nueva presidenta de la asociación.
Es Vicepresidenta del Consorcio Nacional de Industriales del Caucho y Consejera de Signus Ecovelor.
Desde 2021 en Consejera independiente de ENCE.

## Premios y reconocimientos
- En 2014 FAE Burgos le concedió la distinción de Mejor Directivo del año, cuando era directora de la fábrica de Michelin España Portugal radicada en Aranda de Duero.

- En 2017 recibió el reconocimiento de AMPEA, a su trayectoria laboral como directiva en los XVII Premios de la Asociación de Mujeres Empresarias de Álava.[11]

- En 2019 recibió el galardón de Colegiada de Honor de los Ingenieros de Valladolid, otorgado por el Colegio de Ingenieros de Técnicos Industriales de Valladolid, con motivo de la celebración del III Premio de la Industria de Ingenieros VA.[12]

- En 2023 la Universidad de Valladolid le entregó la distinción Alumni UVa de Honor por su dilatada y distinguida carrera profesional.

- En marzo de 2023, fue honrada con el título de 'Personaje Ilustre de la Automoción Española' por la Asociación Española de Profesionales de Automoción (ASEPA), en reconocimiento a su trayectoria profesional en el sector. Este galardón la sitúa en la Galería de Personajes Ilustres de la Automoción Española, integrada por solo 25 líderes destacados.

- En 2024, dentro de los Premios Internacionales de Movilidad, organizados por Empresas por la Movilidad Sostenible le fue concedido el Premio Especial Impulsa por ser pionera, referente e impulsora de la diversidad en el sector.

- En 2025, recibió el premio AMMDE (Asociación Multisectorial Mujeres Directivas España) como Referente de Automoción 2025.

- En 2025, en los Premios Vivofácil 2025 fue reconocida con el Premio a la Conciliación de la Vida Personal, Familiar y Laboral en la categoría Directivos.